# Линейное приближение
Линейное приближение (линейная аппроксимация) — приближение произвольной функции линейной функцией. Применяется для приближённых расчётов, в методе конечных разностей для решения дифференциальных уравнений.

График — касательная в точке

Для непрерывно дифференцируемой в окрестности точки {\displaystyle a} функции вещественной переменной {\displaystyle f(x)} линейное приближение определяется как:
{\displaystyle f_{a}^{*}(x)=f(a)+f'(a)(x-a)}.
Определение получается из равенства из теоремы Тейлора {\displaystyle f(x)=f(a)+f'(a)(x-a)+R_{2}} игнорированием остаточного члена {\displaystyle R_{2}(x)=o(|x-a|)}. Поскольку в ближайшей окрестности точки {\displaystyle a} значения этой функции близки к значениям {\displaystyle f(x)}, её можно использовать как замену значений {\displaystyle f(x)} в приближённых вычислениях. При этом в общем случае погрешность возрастает при удалении от {\displaystyle a} и равна {\displaystyle R_{2}}. График функции {\displaystyle f_{a}^{*}(x)} — касательная к графику {\displaystyle f(x)} в точке {\displaystyle a}.
Определение естественным образом обобщается на многомерный случай (вместо производной используется матрица Якоби) и на случай банаховых пространств (с использованием производной Фреше).